# طول الکتریکی
در مخابرات و مهندسی برق طول الکتریکی (انگلیسی: Electrical length) یک پارامتر بدون بعد است که برابر با طول فیزیکی یک رسانا الکتریکی مانند کابل یا سیم است که بر طول‌موج جریان متناوب در فرکانس معینی که از رسانا عبور می‌کند، تقسیم می‌شود. به عبارت دیگر، طول رسانا است که در طول‌موج اندازه‌گیری می‌شود. این می‌تواند متناوب به‌صورت یک زاویه، در رادیان یا درجه، برابر با جابجایی فاز وارد بر جریان متناوب در پیمایش از طریق رسانا بیان شود.
طول الکتریکی برای رسانایی که در فرکانس خاص یا باند باریک فرکانس کار می‌کند تعریف می‌شود. این با ساخت کابل تعیین می‌شود، بنابراین کابل‌های مختلف با طول یکسان که در فرکانس یکسان کار می‌کنند می‌توانند طول‌های الکتریکی متفاوتی داشته باشند. رسانایی که طول الکتریکی آن بسیار بیشتر از یک باشد از نظر الکتریکی طولانی نامیده می‌شود؛ یعنی خیلی بیشتر از طول‌موج جریان متناوب عبوری از آن است و اگر خیلی کوتاه‌تر از یک طول‌موج باشد، از نظر الکتریکی کوتاه است. افزایش طول الکتریکی و کوتاه کردن طول الکتریکی به معنای افزودن راکتانس (ظرفیت‌خازنی یا خودالقایی سلفی) به آنتن یا رسانا دربرابر افزایش یا کاهش طول الکتریکی است، معمولاً به منظور تشدید آن در فرکانس تشدید متفاوت.
این مفهوم در سراسر الکترونیک، و به ویژه در طراحی مدار فرکانس رادیویی، خط انتقال و تئوری و طراحی آنتن استفاده می‌شود. طول الکتریکی تعیین می‌کند که چه زمانی اثرات موج (تغییر فاز در امتداد رساناها) در مدار مهم می‌شود. مدارهای الکتریکی با عناصر فشرده‌ی معمولی فقط برای جریان‌های متناوب در فرکانس‌هایی که مدار از نظر الکتریکی کوچک است (طول الکتریکی بسیار کمتر از یک) به خوبی کار می‌کنند. برای فرکانس‌هایی که به اندازه کافی بالا هستند که طول‌موج به اندازه مدار نزدیک می‌شود (طول الکتریکی به یک نزدیک می‌شود)، مدل عنصر فشرده که نظریه مدار بر آن استوار است، نادرست می‌شود و باید از فنون‌های خط انتقال استفاده شود.: p.12–14 